# Вевагітчка (Флорида)
Вевагітчка (англ. Wewahitchka) — місто (англ. city) в США, в окрузі Галф штату Флорида. Населення — 2074 особи (2020).

## Географія
Вевагітчка розташована за координатами 30°7′37″ пн. ш. 85°11′23″ зх. д. / 30.12694° пн. ш. 85.18972° зх. д. (30.126810, -85.189815). За даними Бюро перепису населення США в 2010 році місто мало площу 20,01 км², з яких 16,85 км² — суходіл та 3,16 км² — водойми.

## Демографія
Згідно з переписом 2010 року, у місті мешкала 1981 особа в 822 домогосподарствах у складі 537 родин. Густота населення становила 99 осіб/км². Було 1077 помешкань (54/км²).
Расовий склад населення:
| - 87,6 % — білих - 8,3 % — чорних або афроамериканців - 0,6 % — корінних американців - 0,1 % — азіатів |

До двох чи більше рас належало 2,8 %. Частка іспаномовних становила 2,0 % від усіх жителів.
За віковим діапазоном населення розподілялося таким чином: 23,9 % — особи молодші 18 років, 58,8 % — особи у віці 18—64 років, 17,3 % — особи у віці 65 років та старші. Медіана віку мешканця становила 41,6 року. На 100 осіб жіночої статі у місті припадало 94,6 чоловіків; на 100 жінок у віці від 18 років та старших — 89,4 чоловіків також старших 18 років.
Середній дохід на одне домашнє господарство становив 39 556 доларів США (медіана — 28 018), а середній дохід на одну сім'ю — 46 402 долари (медіана — 34 961). За межею бідності перебувало 27,0 % осіб, у тому числі 35,8 % дітей у віці до 18 років та 19,9 % осіб у віці 65 років та старших.
Цивільне працевлаштоване населення становило 654 особи. Основні галузі зайнятості: освіта, охорона здоров'я та соціальна допомога — 26,9 %, публічна адміністрація — 18,5 %, будівництво — 16,4 %.